# Robin Ellis
Anthony Robin Ellis (Ipswich, Suffolk, 8 de gener de 1942) és un actor britànic.

## Biografia
Les seves primeres aparicions en pantalla es remunten a 1969 en la sèrie de televisió britànica The Inside Man. Aquest mateix any intervé en la pel·lícula Arthur! Arthur! protagonitzada per Shelley Winters i Donald Pleasence.
Seria la seva única incursió en la pantalla gran, a excepció d'un petit paper en l'espanyola Tres mujeres de hoy (1980), al costat d'Ana Obregón i Norma Duval, a causa de l'enorme popularitat que en aquells dies gaudia l'actor a Espanya.
La resta de la seva carrera s'ha desenvolupat en televisió, com a Capità Ross Poldark el personatge, de la sèrie Poldark (1975-1977), el que ha marcat la seva trajectòria, per l'irresistible èxit que va tenir la producció no sols al Regne Unit, sinó en altres països europeus, i que li va valer el Premi TP d'Or 1979 a Espanya. En va publicar un llibre en què narra les seves memòries amb relació a la producció d'aquella sèrie. Anys més tard, també va participar en la nova adaptació del mateix títol, però aquesta vegada interpretant el paper d'un sacerdot, el reverend Halse.
A més ha participat en les sèries Sense and Sensibility (1971), Bel Ami (1971), Capstick's Law (1989), The Moonstone i Cluedo (1990).
També és conegut com a narrador, per haver posat la seva veu a diversos documentals.
Una altra faceta és la d'escriptor de llibres de cuina, que tracten temes com ara receptes per a diabètics, la cuina mediterrània i la cuina vegetariana.

## Filmografia parcial

### Cinema
- Arthur! Arthur! (1969)
- Knots (1975)
- The Europeans (1979)
- Tres mujeres de hoy (1980)

### Televisió
- ITV Playhouse - sèrie de televisió, 1 episodi (1968)
- Virgin of the Secret Service - sèrie de televisió, 1 episodi (1968)
- The Inside Man - sèrie de televisió, 8 episodi (1969)
- The Main Chance - sèrie de televisió, 1 episodi (1970)
- Sense and Sensibility - sèrie de televisió (1971)
- Shadows of Fear - sèrie de televisió, 1 episodi (1971)
- Elizabeth R - minisèrie de televisió (1971)
- Bel Ami - sèrie de televisió (1971)
- The Guardians - sèrie de televisió, 1 episodi (1971)
- The Moonstone - sèrie de televisió, 5 episodi (1972)
- Callan - sèrie de televisió, 1 episodi (1972)
- New Scotland Yard - sèrie de televisió, 1 episodi (1972)
- The Frighteners - sèrie de televisió, 1 episodi (1972)
- The Rivals of Sherlock Holmes - sèrie de televisió, 1 episodi (1973)
- Owen, M.D. - sèrie de televisió, 1 episodi (1973)
- Churchill's People - sèrie de televisió, 1 episodi (1975)
- Fawlty Towers - sèrie de televisió, 1 episodi (1975)
- Poldark - sèrie de televisió, 29 episodi (1975-1977)
- Seven Faces of Woman - sèrie de televisió, 1 episodi (1977)
- She Loves Me - telefilm (1978)
- The Curse of King Tut's Tomb - telefilm (1980)
- The Waterfall - sèrie de televisió (1980)
- The Good Soldier - telefilm (1981)
- Possibilities - telefilm (1983)
- Love and Marriage - sèrie de televisió, 1 episodi (1986)
- Capstick's Law - sèrie de televisió (1989)
- Cluedo - sèrie de televisió, 6 episodis (1990)
- The Case-Book of Sherlock Holmes - sèrie de televisió, 1 episodi (1991)
- Between the Lines - sèrie de televisió, 2 episodis (1993)
- A Dark Adapted Eye - telefilm (1994)
- The Negotiator - telefilm (1994)
- The Trial of Lord Lucan - telefilm (1994)
- Medics - sèrie de televisió, 1 episodi (1995)
- Dangerfield - sèrie de televisió, 1 episodi (1996)
- The Broker's Man'' - sèrie de televisió, 2 episodi (1997)
- Heartbeat - sèrie de televisió, 2 episodis (2001-2006) - ruoli vari
- Wallander - sèrie de televisió, 1 episodi (2006)
- Fawlty Towers - sèrie de televisió, (2007)
- Poldark - sèrie de televisió, 2 episodis (2015)

## Llibres
- Making Poldark, Bossiney Books, ISBN 0-906456-00-2)
- Delicious Dishes for Diabetics: A Mediterranean Way of Eating, Constable & Robinson, 2011[3]
- Healthy Eating for Life, gener de 2014